# Dia
|  | Per a altres significats, vegeu «Dia (desambiguació)». |

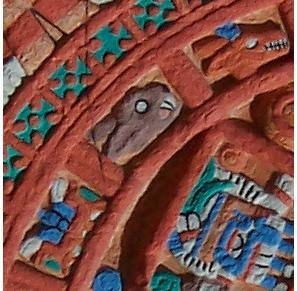
L'aigua, el conill i el cérvol: tres dels vint símbols dels dies del calendari asteca, de la Pedra del Sol.

Un dia o jorn és el període que tarda el planeta Terra a girar 360° sobre el seu eix. En el curs del temps, esdevé cada divisió, de la durada d'un dia solar, que comença al punt de mitjanit i consta de vint-i-quatre hores. En un altre sentit, el dia és l'espai de temps en què el sol il·lumina la terra (per oposició a nit); l'espai de temps que passa entre dues nits.
En funció de la referència que s'utilitza per a mesurar una volta, hi ha dos tipus de dies: el solar i el sideral. El dia solar o natural és l'espai de temps que triga la terra a fer una volta completa sobre el seu eix, mesurat per l'interval entre dos passos successius del sol sobre un mateix meridià, i que es considera dividit en vint-i-quatre parts iguals anomenades hores. El dia sideral és l'espai que tarda qualsevol astre a fer un gir complet sobre el seu eix.

## Etimologia
Jorn és un terme arcaic en el català parlat, però és usat en el literari, i correspon al terme dia en tots els seus significats. Etimològicament, dia prové del llatí diŭrnu, de dia, que se substantivà en llatí vulgar i passà a significar dia. Al seu torn jorn ve del sànscrit द्याउः (dyāuḥ), «cel lluminós». Està emparentat amb el terme francès jour, i l'italià giorno, que venen del concepte jornal (diari). Per altra banda, el terme corresponent en anglès, day, prové del terme en Anglès antic Daeg.

## Concepte

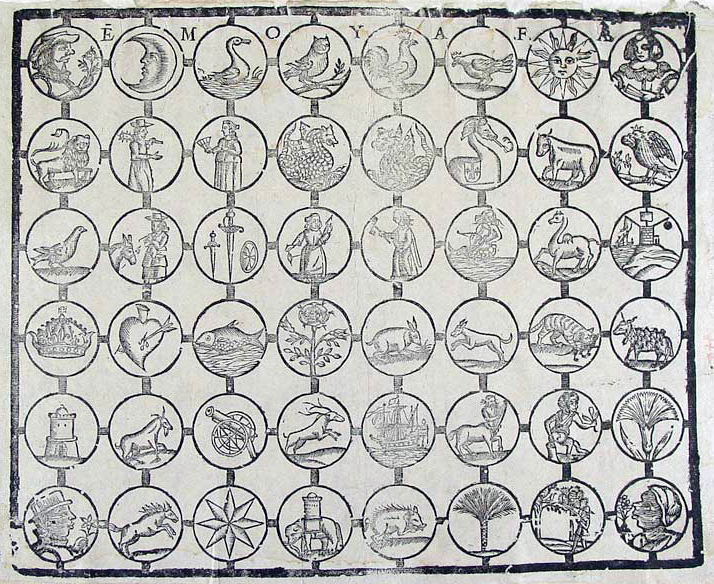
Auca del Sol i de la Lluna, de Pere Abadal i Morató

La vida de l'home es desenvolupa en el temps, en ell succeeixen els esdeveniments i les maneres de pensar que formen la història del món. Per això l'home, des del seu origen, ha intentat mesurar el «temps» de la manera més exacta possible. L'ús universal de datar el temps per mitjà de l'any, el mes i el dia, suposa l'ús d'una mateixa era i d'un calendari comú.
Dins de les concepcions més primerenques del temps el dia és la unitat bàsica d'aquest. Com a tal el concepte s'ha anat redefinint al llarg de la història, tot procurant acotar de forma més precisa la durada d'aquest. Des d'una concepció humana i terrestre es poden distingir 3 tipus bàsics de dies:
- El dia natural. És el període de llum que s'inicia amb la sortida del sol i acaba amb el seu ocàs, tenint una durada variable de 15 h. 6'a 8 h. 54', sent en els dos equinoccis 12 h. 60' (depenent de les estacions).
- El dia astronòmic. És el temps que utilitza la terra a girar sobre el seu propi eix, amb una durada de 23 h. 56' 4.
- El dia civil. És la mesura convencional de 24 hores de 60 minuts cadascuna, iniciant-se a les 0:00 o mitjanit.

Cada poble i cultura, inicialment, assignava una durada pròpia al dia: així els babilonis assignaren a aquest la durada de la llum diürna, mentre que els alexandrins ho feren en base les 24 hores. Els Romans dividien el dia en dotze hores iguals, repartides en cicles de tres hores: prima, tèrcia, sexta i nona. El dia Jueu comença a la posta de sol, A l'antic Egipte el dia era comptat d'albada a albada.
No fou fins que s'imposà l'Heliocentrisme en què la durada del dia restà directament lligada a la rotació de la terra, un cop aquest fet fou prou acceptat els esforços científics se centraren a mesurar l'interval de temps necessari per realitzar la rotació.

### Dia i nit

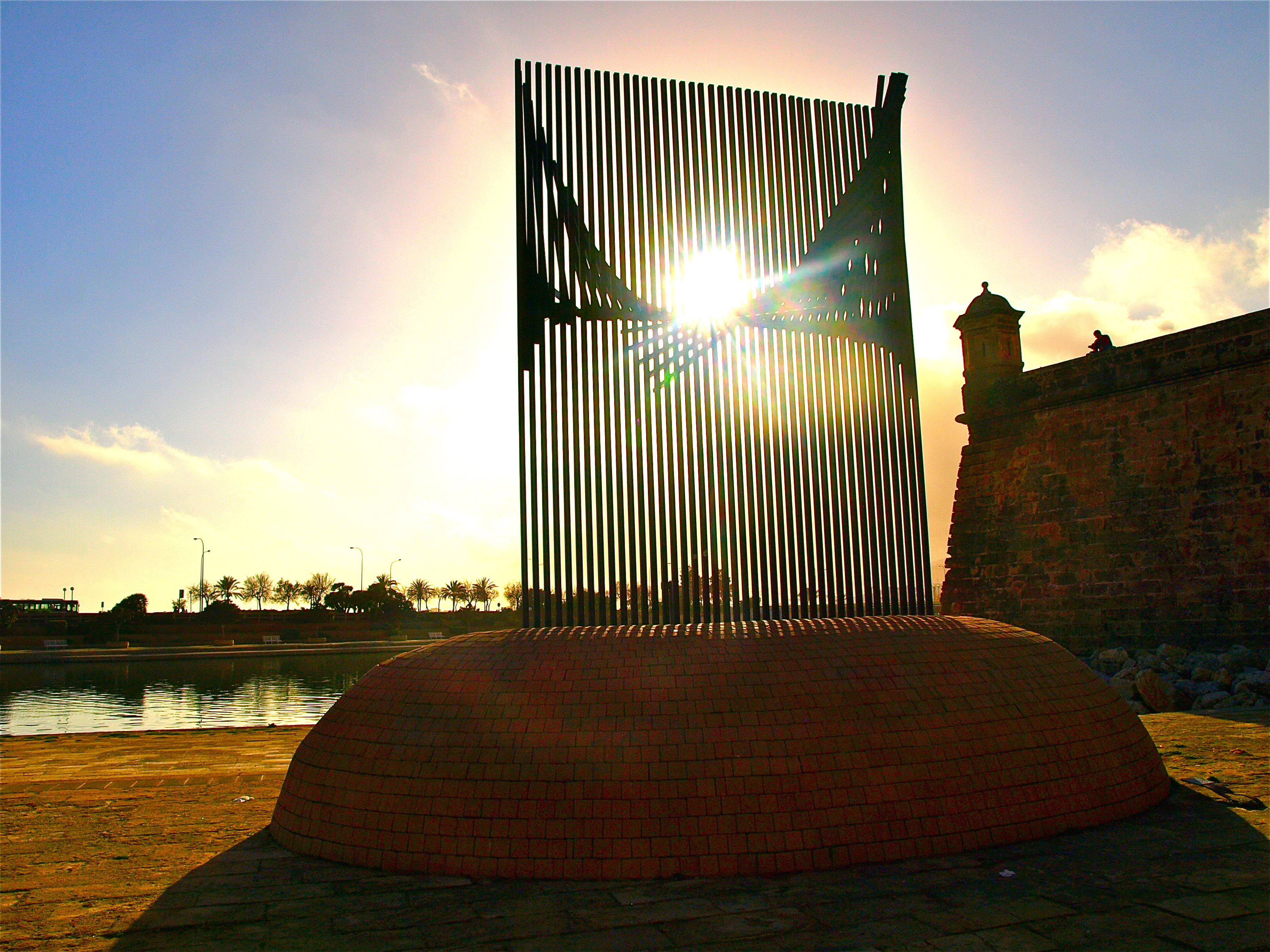
Posta de Sol al Parc de la Mar, Palma.

També es coneix com a dia la part d'aquest que va des de l'eixida del Sol i el seu ocàs. El terme s'anteposa a nit.
La refracció per l'atmosfera dels rajos lluminosos del Sol motiva que vegem llum quan el Sol no ha eixit encara: aurora, alba o crepuscle matutí. La dita difusió allarga el dia. Mesurat des del migdia l'ortus es caracteritza per un angle horari -H, on: cos(H)=-tan(F)*tan(D) on F és la latitud del lloc i D la declinació solar. L'ocàs ocorre a un angle horari H.
El dia dura 2H i la nit 24-2H.
La duració del dia i la nit va canviant en el transcurs de l'any sent la duració del dia de 12 h (en totes les latituds) en els equinoccis més de 12 hores a la primavera i estiu, aconseguint el dia més llarg en el solstici d'estiu, on també ocorre la nit més curta. Al contrari el dia dura menys de 12 hores a la tardor i hivern, aconseguint-se en el solstici d'hivern el dia més curt i la nit més llarga.
Aquest efecte s'accentua més com major és la latitud. Hi ha dia o nit permanent en alguna època de l'any, en les regions polars tant de l'hemisferi nord o sud caracteritzades per estar a una latitud que en valor absolut és major que F=90-23 °26'=66 °34'. Aquesta és precisament la definició de casquet polar.

### Dia gregorià
| Núm. | Nom      | Dies    |
| ---- | -------- | ------- |
| 1    | gener    | 31      |
| 2    | febrer   | 28 o 29 |
| 3    | març     | 31      |
| 4    | abril    | 30      |
| 5    | maig     | 31      |
| 6    | juny     | 30      |
| 7    | juliol   | 31      |
| 8    | agost    | 31      |
| 9    | setembre | 30      |
| 10   | octubre  | 31      |
| 11   | novembre | 30      |
| 12   | desembre | 31      |

El concepte actual del dia, unitat bàsica del nostre calendari anual, prové del calendari gregorià. També conegut com a calendari occidental o calendari cristià, és el calendari civil acceptat internacionalment com a referent. Va ser establert pel papa Gregori XIII, a instàncies de  Giraldi, promulgat per un decret signat el 24 de febrer de 1582, una butlla coneguda per les seves paraules inicials Inter Gravissimas. El calendari reformat va ser aprovat aquest mateix any per un grapat de països, d'altres el varen adoptar els segles següents. La motivació de la reforma gregoriana va ser que el calendari julià utilitzat des que Juli Cèsar l'instaurés l'any 46 aC. El calendari julià assumia que el temps entre l'equinocci de primavera és de 365,25 dies, quan actualment se sap que és gairebé 11 minuts més curt. L'error entre aquests valors acumulats en la taxa de prop de tres dies cada quatre segles, resultava en un equinocci que tenia lloc l'11 de març (un error acumulat d'aproximadament 10 dies) i movent-se constantment anteriorment en el calendari Julià en el moment de la reforma gregoriana. Des de l'equinocci de primavera estava vinculat a la celebració de la Pasqua, l'Església Catòlica Romana considerava que aquest moviment constant en la data de l'equinocci era indesitjable.
A causa de la Reforma Protestant, però, molts països d'Europa Occidental no varen, inicialment, seguir la reforma gregoriana, i van mantenir el seu vell sistema. Finalment, altres països van seguir la reforma en nom de la coherència, però en el moment que els últims partidaris del calendari julià a Europa de l'Est (Rússia i Grècia) va canviar el sistema gregorià al segle xx, que va haver de deixar 13 dies a partir dels seus calendaris, a causa de la diferència addicional acumulat entre els dos calendaris des de 1582.
El dia és en aquest calendari la unitat fonamental de temps del calendari gregorià. Un dia equival aproximadament a 86.400 segons del Temps universal coordinat o TAI: recordem que és el TAI el que s'ha d'ajustar al verdader moviment de rotació terrestre, que es retarda respecte a la durada d'aquest. Segons aquest calendari, l'any consta de 7 mesos de 31 dies (gener, març, maig, juliol, agost, octubre i desembre), 4 de 30 dies (abril, juny, setembre i novembre) i un (el febrer) que en té 28 en els anys comuns i 29 en els de traspàs. Els anys comuns també es divideixen en 52 setmanes i un dia i els de traspàs en 52 setmanes i dos dies. Això fa que si una data s'esdevé en un determinat dia de la setmana un any, la mateixa data l'any següent s'esdevé en l'endemà de la setmana; si l'any és de traspàs, les dates compreses entre el març i el febrer de l'any següent s'esdevenen dos dies de la setmana més tard, en relació al dia en què havia caigut l'any anterior.

## El Sistema Internacional d'Unitats (SI)
El concepte de dia no és una unitat del Sistema Internacional d'Unitats, SI, però la seva utilització és acceptada, la definició del dia es fa en funció de la unitat de temps del Sistema Internacional, el segon, així un dia equival a 86.400 segons. Com la definició del segon és la duració de 9.192.631.770 períodes de radiació corresponents a la transició entre dos nivells de l'estructura hiperfina de l'estat fonamental del cesi 133, un dia equivaldria a 794.243.384.928.000 períodes.
Un dia a l'escala temporal anomenada Temps Universal Coordinat (UTC) pot incloure un segon intercalar positiu o negatiu i, per tant, pot tenir 86.399 o 86.401 segons.

### Variació històrica
A causa de la lluna i la dissipació d'energia que causen les marees, la velocitat de rotació de la Terra en si mateixa disminueix amb els pas dels anys. La longitud del dia augmenta a un ritme d'uns 2 mil·lisegons per segle. Per tant, fa 100 milions d'anys, l'any durava 380 dies. La lluna es distancia progressivament de la terra, i això provoca que el dia es vagi allargant progressivament perquè la força exercida per la lluna a la Terra és inversament proporcional al quadrat de la distància entre elles.
Els canvis en la durada del dia durant temps geològics ha estat verificat experimentalment comptant els anells de creixement dels corals fòssils. El creixement de coralls relacionat a la llum durant el dia: com el dia és més o menys llarg, la ruta és més o menys ampla, la freqüència és anual, és possible determinar el nombre de dies a l'any en èpoques geològiques.
| Data                 | Període geològic | Nombre de dies per any | Durada del dia |
| Present              | Actual           | 365                    | 24 hores       |
| - 100 milions d'anys | Juràssic         | 380                    | 23 hores       |
| - 200 milions d'anys | Permià           | 390                    | 22,5 hores     |
| - 300 milions d'anys | Carbonífer       | 400                    | 22 hores       |
| - 400 milions d'anys | Silurià          | 410                    | 21,5 hores     |
| - 500 milions d'anys | Cambrià          | 425                    | 20,5 hores     |

### Dies planetaris
S'indica en dies terrestres la durada del dia sideri als diferents planetes (i no la durada del dia solar). Els valors indicats estan arrodonits a dues xifres decimals.
| Planeta | Dia       |
| ------- | --------- |
| Mercuri | 58,65     |
| Venus   | 243,02    |
| Terra   | 0,99      |
| Mart    | 1,026     |
| Júpiter | 0,41      |
| Saturn  | 0,44-0,45 |
| Urà     | 0,72      |
| Neptú   | 0,67      |

## Tipologia

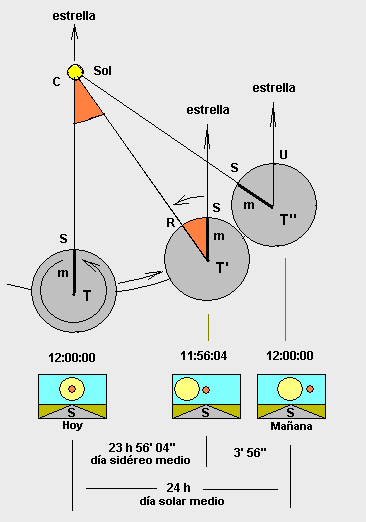
Les estrelles distants avancen al Sol en uns quatre minuts per dia. En les vinyetes, el Sol és el cercle groc i l'estrella distant és el petit cercle vermell. La direcció Sud local és S. Esquema sense escala.

### Científicia

#### Dia solar mig
El dia solar  és una mitjana del dia solar verdader, i es correspon amb el temps civil. Equival a 86.400 segons, unitat que actualment es defineix a partir de propietats atòmiques molt precises, la qual cosa permet mesurar les diferències amb el dia solar verdader. Aquest temps no es mesura directament mitjançant cap mena de rellotge sinó que s'obté indirectament de l'observació d'altres temps: per exemple, el temps solar esbrinat mitjançant la lectura en l'escala d'un quadrant solar i calculat aritmèticament mitjançant l'equació del temps. És l'usat per a tots els assumptes quotidians. Es defineix com el període que empra el Sol fictici a culminar dues vegades consecutives en el meridià de l'observador. Dura 24 hores, que equival a 86.400 segons.
- El sol fictici: Com que el moviment de translació de la Terra al voltant del Sol no és uniforme sinó que segueix la Llei de les àrees de Kepler, el dia solar no té la mateixa duració i, per tant, no es pot emprar com a patró de mesura de temps. Per a resoldre-ho es considera un sol fictici que sí que gira uniformement.[22][23]

- Els dies de la setmana: En el calendari gregorià, un dia solar és la setena part d'una setmana. Cada dia d'una setmana té 7 noms diferents, consecutius i cíclics: dilluns, dimarts, dimecres, dijous, divendres, dissabte i diumenge.

#### Dia sideral
També anomenat dia sideri, és el període que empra un astre a culminar dues vegades consecutives en el meridià de l'observador. És el lapse entre dues culminacions successives d'una estrella en el meridià local o, de manera equivalent, és el lapse entre dos trànsits successius l'equinocci mitjà. Per a un observador local el dia sideri comença quan el punt Àries travessa el seu meridià. El dia sideri, el període de rotació respecte a les estrelles, té un valor una mica inferior a les 24 hores; és de 23 hores, 56 minuts i 4,0905 segons, que equival a 86.164.09 segons.
En un any tròpic la Terra dona 365,242189 voltes al voltant del seu eix respecte al Sol, però respecte a les estrelles dona una volta més: 366,242189. Es pot obtenir una aproximació prou bona del valor del dia sideri:
- 1 any tròpic = 365,242189 dies = 8765,8125 hores
- 1 dia sideri = (8.765,8125 h/366, 242189) = 23,9345 hores

En astronomia observacional s'utilitza el temps sideri. Suposem que avui alineats una estrella i anotem l'hora. Demà l'estrella assolirà la mateixa alineació uns 3 minuts i 55,9 segons abans. D'altra banda, cal distingir entre el període de rotació de la Terra respecte a les estrelles i el dia sideri pròpiament dit. En ser l'equinocci mitjà un punt mòbil a causa de la precessió, el dia sideri és 0,0084 segons més curt que el període de rotació respecte a les estrelles.

#### Diferències

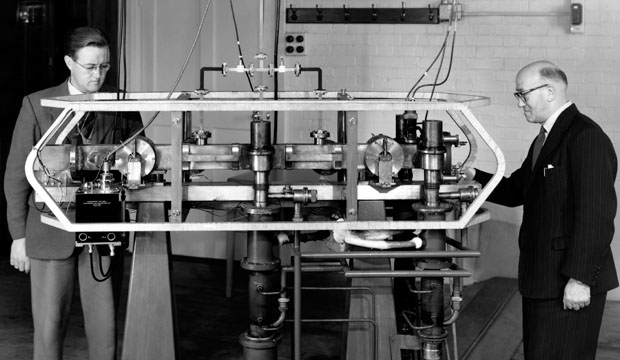
El primer rellotge atòmic del món, permetia calcular els segons, 1955.

La diferència entre un dia solar i un dia sideri es deu al fet que quan la Terra ha acabat el seu gir respecte a les estreles fixes, el Sol encara no ha passat pel meridià perquè en aquest temps s'ha mogut a causa del moviment de translació de la Terra al voltant del Sol.
Considerant la Terra ubicada inicialment a T en l'instant en què culminen el Sol i una estrella molt més distant, de manera que pugui considerar-se una referència fixa. El meridià local és m i el punt sud és S. Un observador que estigués mirant al Sud veuria al Sol i a l'estrella alineats i culminant (vinyeta esquerra).
A mesura que transcorre el temps la Terra es trasllada de T a T, al mateix temps que trencada. En T l'estrella distant culmina una altra vegada, mentre que el Sol no. Perquè això succeeixi, la Terra ha de girar l'angle S T R, la qual cosa suposa uns quatre minuts més, i es diu que el Sol "retarda" respecte a l'estrella (vinyeta central).
Finalment, el Sol culmina per segona vegada en T i es diu que ha transcorregut un dia solar. En aquest instant l'estrella està a l'oest del meridià local, i es diu que avança respecte al Sol (vinyeta dreta).
El temps de T a T és un dia sideri, la durada és de 23 hores 56 minuts i 4,1 segons aproximadament, mentre que el temps de T a T és un dia solar de 24 hores.

### Legal

#### Dia feiner

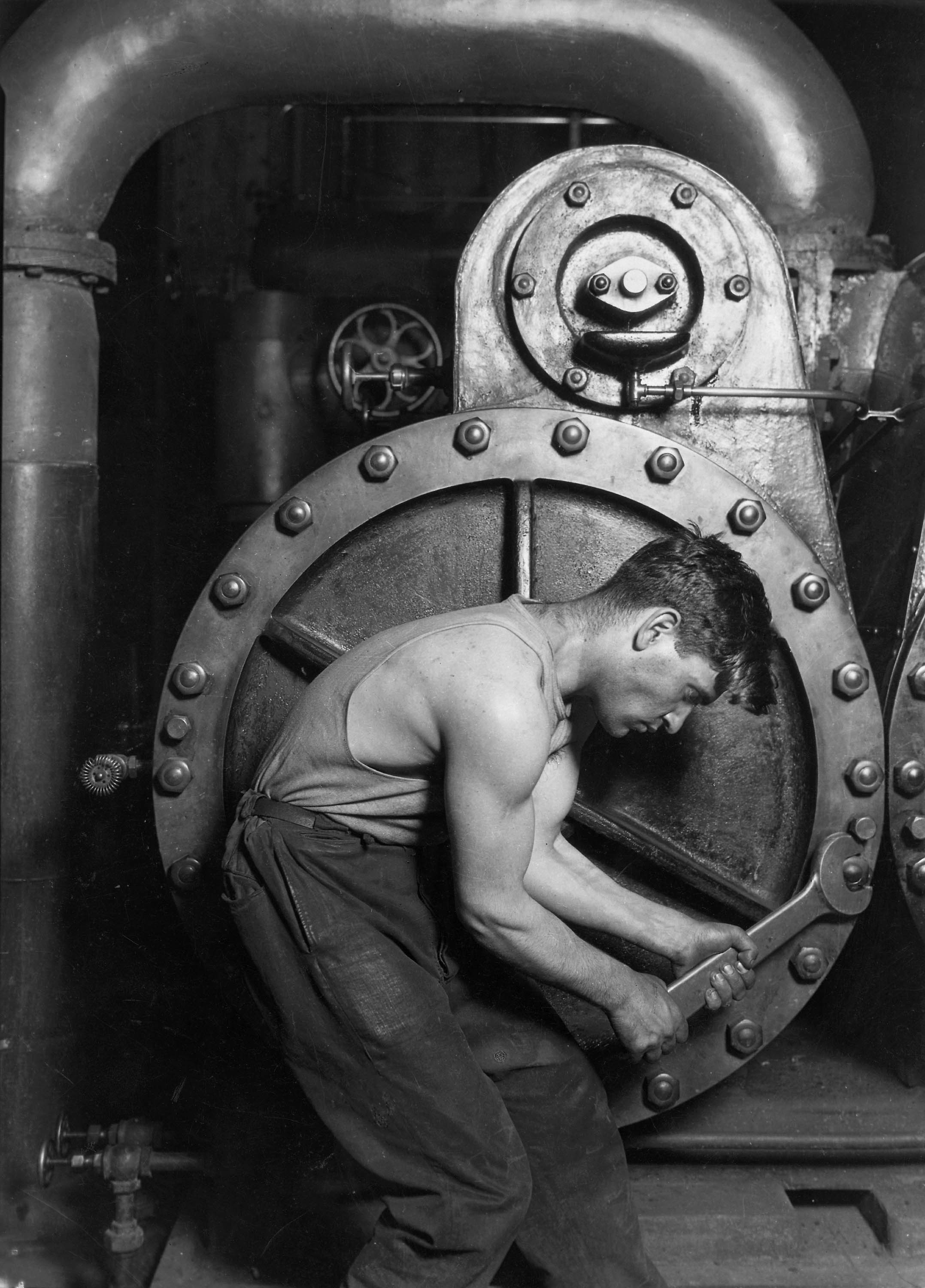
Treballador nord-americà de començaments del fent servir una màquina de vapor.

El dia també es pot entendre en termes de la jornada de Treball (economia): el treball d'un home per un dia. D'aquí els termes dia de treball, dia feiner, contractar persones per un dia o conceptes derivats com jornal (sou d'un dia de treball). En general un dia feiner, segons la normativa vigent, és de vuit hores diàries, tot i que això depèn de la legislació laboral de cada país.

#### Dia festiu
Un dia festiu és el contrari a un dia laborable, és a dir, un dia que la legislació reconeix oficialment per al descans i el lleure (excepte serveis d'emergència i professions amb horaris específics). Per motius històrics, usualment es considera un dia fix a la setmana com a festiu; aquest dia coincideix amb el diumenge (en països de tradició cristiana), dissabte (tradició jueva) o divendres (tradició musulmana) i es recorda la Creació del món, on Déu descansà en acabar (de fet aquest dia està recollit en les respectives tradicions com l'ideal per acudir a la reunió de fidels, per exemple la missa cristiana del diumenge).
A part dels descansos setmanals són també dies festius les dates senyalades de cada país, per exemple la diada del patró, sants venerats, records de batalles històriques i similars. Aquests dies, a part de permetre no anar a treballar, acostumen a celebrar-se amb una festa específica.
Els dies festius estan reconeguts dins la legislació laboral com a remunerats, malgrat que no s'hi treballi, com un dret dels treballadors. Els dies festius de cada any es fixen oficialment amb un decret del govern, però cada sector o empresa pot decidir atorgar dies festius suplementaris. No s'ha de confondre els dies festius amb les vacances, període més llarg de descans laboral

### Social

#### Diades
Una diada és, en cultura catalana, un dia especialment assenyalat, en què la gent celebra una festivitat de caràcter popular o solemne, sigui aquesta de caràcter religiós, esportiu o fins i tot cívic. A Catalunya les diades més destacades són la Diada Nacional de Catalunya, la Diada de Sant Jordi i les diades castelleres, entre d'altres.

#### Dies internacionals
Els dies internacionals són aquelles dates reconegudes internacionalment per commemorar un fet o lluitar contra un problema. Molts d'ells són patrocinats per les Nacions Unides i són la generalització de diades locals o reivindicacions de la societat civil. En aquests dies es duen a terme campanyes de sensibilització, jornades i acords.